# آب‌انبار امیرآباد
آب‌انبار امیرآباد مربوط به دوره قاجار است و در شهرستان بیرجند، بخش مرکزی، روستای امیرآباد واقع شده و این اثر در تاریخ ۲ آبان ۱۳۸۲ با شمارهٔ ثبت ۱۰۴۶۲ به‌عنوان یکی از آثار ملی ایران به ثبت رسیده است.